# گشت ارشاد ۲
گشت ارشاد ۲ یا گشت ۲ فیلمی ایرانی به کارگردانی و تهیه‌کنندگی سعید سهیلی و در دنباله فیلم گشت ارشاد ۱ (۱۳۹۰) است که در نوروز ۱۳۹۶ اکران شد.

## خلاصه داستان
داستان این قسمت ۵ سال بعد از اتفاقات قسمت اول رخ می‌دهد که عباس (حمید فرخ‌نژاد) و حسن (ساعد سهیلی) از زندان آزاد می‌شوند و عطا (پولاد کیمیایی) هم از کما بیرون می‌آید و زنده می‌ماند اما بعد از کما به‌طور کل اتفاقات گذشته را فراموش می‌کند.

## بازیگران
- حمید فرخ‌نژاد در نقش عباس
- ساعد سهیلی  در نقش حسن
- پولاد کیمیایی در نفش عطا
- بهاره افشاری
- ترلان پروانه
- سارا سهیلی
- ساناز طاری
- مهدی ماهانی
- امید روحانی
- اسدالله یکتا
- صفر کشکولی
- فاطمه شکری
- محمد الهی
- فاطمه مرتاضی
- امید جهانگیرخانی

## اکران
نخستین نمایش فیلم در طول سی و پنجمین دوره جشنواره فیلم فجر در سال ۱۳۹۵ بود. پس از آن در سال ۱۳۹۶ اکران عمومی شد.

### انتشار نسخه غیرقانونی
در پی انتشار نسخه غیرقانونی این فیلم، سعید سهیلی، این انتشار را یک تسویه حساب شخصی و سیاسی دانست که بعد از حمایت علنی وی از حسن روحانی در انتخابات ۹۶ رخ داده‌است. وی همچنین شدیداً از خانه سینما، صدا و سیما و کانون کارگردانان  انتقاد کرد. همچنین
سعید سهیلی در اعتراض به رفتار منفعل خانه سینما در برابر قاچاق “گشت ارشاد ۲″، کارت عضویت خانه سینما و کانون کارگردانان را جلوی دوربین آتش زد.

سعید سهیلی در خصوص چگونگی انتشار این فیلم گفت:
«معتقدم پشت این قضیه یک برنامه‌ریزی کاملاً هماهنگ شده و با زمینه‌چینی قبلی وجود دارد.»
همان‌طور که از نسخه منتشر شده مشخص است و همچنین به نقل از سعید سهیلی، نسخه قاچاق شده همان کپی فیلمی است که به اداره بازرگانی صداوسیما جهت بازبینی فیلم، برای گرفتن تیزر داده شده بود. در واقع «واحد بازرگانی صداوسیما» وظیفه دارد تا فیلم‌هایی که متقاضی تبلیغات تلویزیونی هستند را مورد بازبینی قرار دهد تا تأیید کند فیلم مذکور صلاحیت تبلیغ شدن را دارد و برای این کار، صاحبان آثار موظف هستند که نسخه‌ای کامل از فیلم خود را در اختیار صداوسیما قرار دهند. اما بعد از این اتفاق، جامعه صنفی تهیه‌کنندگان با واحد بازرگانی صداوسیما به این توافق رسیدند که دیگر «لازم نیست نسخه آثار سینمایی در واحد بازرگانی رسانه ملی بماند» و تهیه‌کنندگانی که مایل نیستند نسخه‌ای از فیلم خود را به امانت در اختیار واحد بازرگانی صداوسیما قرار دهند، تنها کافیست در روز جلسه شورای بازبینی نسخه‌ای از فیلم را برای نمایش همراه خود بیاورند.

## دنباله
گشت ۳ به کارگردانی سعید سهیلی نیز اکران شده است.